# Służba Dworska
Służba Dworska — газета-листок у Галичині (Бучач). Видавець — доктор Анзельм Мозлєр.
Виходила власним коштом видавця з червня 1905 (за іншими даними, 1902) року. Від № 3 друкувалась українською («Служба двірська») та польською мовами. Виходила до жовтня 1905 року, коли опозиційний до керівництва Польської партії СД (ППСД) осередок партії в Бучачі був «розбитий».
«Служба двірська» закликала до організації селян, викривала зловживання влади. Під час хліборобського страйку на Бучаччині 1902 року Осип Назарук разом з Анзельмом Мозлєром (тоді адвокатом у Монастириськах) на сторінках газети друкував матеріали на його підтримку.

## Джерело
- Łopuszański B. Mosler Anzelm (ok. 1871—1917) / Polski Słownik Biograficzny. — Wrocław — Warszawa — Kraków — Gdańsk, 1977. — Zakład Narodowy Imienia Ossolińskich, Wydawnictwo Polskiej Akademii Nauk. — T. XXII/1, zeszyt 92. — S. 55—56. (пол.)
- Бучач і Бучаччина. Історично-мемуарний збірник / ред. колегія Михайло Островерха та інші. — Ню Йорк — Лондон — Париж — Сидней — Торонто : НТШ, Український архів, 1972. — Т. XXVII. — 944 с. — іл.